# Туксена тема
Те́ма Ту́ксена — тема в шаховій композиції. Суть теми — поєднання в одному варіанті трьох тактичних ідей: розв'язування білої фігури, гри повної чорної пів-зв'язки і шаху білому королю.

## Історія
Цю ідею запропонував 1920 року шаховий композитор Гарі Туксен (31.03.1889 — 10.05.1968). Він жив спочатку в Англії, згодом — в Австрії.
В задачі на цю ідею після вступного ходу білих створюється загроза, і хід однієї з фігур чорної пів-зв'язки захищає від загрози і несе потрійне навантаження тактичних ідей — розв'язує білого слона, іде з пів-зв'язки, зв'язуючи чорного коня, і оголошує шах білому королю.
Ідея дістала назву від прізвища шахового композитора, який вперше виразив цей задум — тема Туксена.
|   | a | b | c | d | e | f | g | h |   |
| 8 | a8 чорна тура · e8 чорний слон · a7 біла тура · d7 чорний пішак · e7 білий пішак · f7 білий пішак · g7 чорна тура · c6 білий кінь · d6 чорний король · e6 чорний кінь · f6 чорний ферзь · h6 біла тура · a5 білий кінь · b5 білий пішак · c4 білий слон · d4 білий слон · e4 білий пішак · c3 білий король · f3 білий пішак · a2 білий пішак · d2 білий ферзь · h2 чорний слон | a8 чорна тура · e8 чорний слон · a7 біла тура · d7 чорний пішак · e7 білий пішак · f7 білий пішак · g7 чорна тура · c6 білий кінь · d6 чорний король · e6 чорний кінь · f6 чорний ферзь · h6 біла тура · a5 білий кінь · b5 білий пішак · c4 білий слон · d4 білий слон · e4 білий пішак · c3 білий король · f3 білий пішак · a2 білий пішак · d2 білий ферзь · h2 чорний слон | a8 чорна тура · e8 чорний слон · a7 біла тура · d7 чорний пішак · e7 білий пішак · f7 білий пішак · g7 чорна тура · c6 білий кінь · d6 чорний король · e6 чорний кінь · f6 чорний ферзь · h6 біла тура · a5 білий кінь · b5 білий пішак · c4 білий слон · d4 білий слон · e4 білий пішак · c3 білий король · f3 білий пішак · a2 білий пішак · d2 білий ферзь · h2 чорний слон | a8 чорна тура · e8 чорний слон · a7 біла тура · d7 чорний пішак · e7 білий пішак · f7 білий пішак · g7 чорна тура · c6 білий кінь · d6 чорний король · e6 чорний кінь · f6 чорний ферзь · h6 біла тура · a5 білий кінь · b5 білий пішак · c4 білий слон · d4 білий слон · e4 білий пішак · c3 білий король · f3 білий пішак · a2 білий пішак · d2 білий ферзь · h2 чорний слон | a8 чорна тура · e8 чорний слон · a7 біла тура · d7 чорний пішак · e7 білий пішак · f7 білий пішак · g7 чорна тура · c6 білий кінь · d6 чорний король · e6 чорний кінь · f6 чорний ферзь · h6 біла тура · a5 білий кінь · b5 білий пішак · c4 білий слон · d4 білий слон · e4 білий пішак · c3 білий король · f3 білий пішак · a2 білий пішак · d2 білий ферзь · h2 чорний слон | a8 чорна тура · e8 чорний слон · a7 біла тура · d7 чорний пішак · e7 білий пішак · f7 білий пішак · g7 чорна тура · c6 білий кінь · d6 чорний король · e6 чорний кінь · f6 чорний ферзь · h6 біла тура · a5 білий кінь · b5 білий пішак · c4 білий слон · d4 білий слон · e4 білий пішак · c3 білий король · f3 білий пішак · a2 білий пішак · d2 білий ферзь · h2 чорний слон | a8 чорна тура · e8 чорний слон · a7 біла тура · d7 чорний пішак · e7 білий пішак · f7 білий пішак · g7 чорна тура · c6 білий кінь · d6 чорний король · e6 чорний кінь · f6 чорний ферзь · h6 біла тура · a5 білий кінь · b5 білий пішак · c4 білий слон · d4 білий слон · e4 білий пішак · c3 білий король · f3 білий пішак · a2 білий пішак · d2 білий ферзь · h2 чорний слон | a8 чорна тура · e8 чорний слон · a7 біла тура · d7 чорний пішак · e7 білий пішак · f7 білий пішак · g7 чорна тура · c6 білий кінь · d6 чорний король · e6 чорний кінь · f6 чорний ферзь · h6 біла тура · a5 білий кінь · b5 білий пішак · c4 білий слон · d4 білий слон · e4 білий пішак · c3 білий король · f3 білий пішак · a2 білий пішак · d2 білий ферзь · h2 чорний слон | 8 |
| 7 | a8 чорна тура · e8 чорний слон · a7 біла тура · d7 чорний пішак · e7 білий пішак · f7 білий пішак · g7 чорна тура · c6 білий кінь · d6 чорний король · e6 чорний кінь · f6 чорний ферзь · h6 біла тура · a5 білий кінь · b5 білий пішак · c4 білий слон · d4 білий слон · e4 білий пішак · c3 білий король · f3 білий пішак · a2 білий пішак · d2 білий ферзь · h2 чорний слон | a8 чорна тура · e8 чорний слон · a7 біла тура · d7 чорний пішак · e7 білий пішак · f7 білий пішак · g7 чорна тура · c6 білий кінь · d6 чорний король · e6 чорний кінь · f6 чорний ферзь · h6 біла тура · a5 білий кінь · b5 білий пішак · c4 білий слон · d4 білий слон · e4 білий пішак · c3 білий король · f3 білий пішак · a2 білий пішак · d2 білий ферзь · h2 чорний слон | a8 чорна тура · e8 чорний слон · a7 біла тура · d7 чорний пішак · e7 білий пішак · f7 білий пішак · g7 чорна тура · c6 білий кінь · d6 чорний король · e6 чорний кінь · f6 чорний ферзь · h6 біла тура · a5 білий кінь · b5 білий пішак · c4 білий слон · d4 білий слон · e4 білий пішак · c3 білий король · f3 білий пішак · a2 білий пішак · d2 білий ферзь · h2 чорний слон | a8 чорна тура · e8 чорний слон · a7 біла тура · d7 чорний пішак · e7 білий пішак · f7 білий пішак · g7 чорна тура · c6 білий кінь · d6 чорний король · e6 чорний кінь · f6 чорний ферзь · h6 біла тура · a5 білий кінь · b5 білий пішак · c4 білий слон · d4 білий слон · e4 білий пішак · c3 білий король · f3 білий пішак · a2 білий пішак · d2 білий ферзь · h2 чорний слон | a8 чорна тура · e8 чорний слон · a7 біла тура · d7 чорний пішак · e7 білий пішак · f7 білий пішак · g7 чорна тура · c6 білий кінь · d6 чорний король · e6 чорний кінь · f6 чорний ферзь · h6 біла тура · a5 білий кінь · b5 білий пішак · c4 білий слон · d4 білий слон · e4 білий пішак · c3 білий король · f3 білий пішак · a2 білий пішак · d2 білий ферзь · h2 чорний слон | a8 чорна тура · e8 чорний слон · a7 біла тура · d7 чорний пішак · e7 білий пішак · f7 білий пішак · g7 чорна тура · c6 білий кінь · d6 чорний король · e6 чорний кінь · f6 чорний ферзь · h6 біла тура · a5 білий кінь · b5 білий пішак · c4 білий слон · d4 білий слон · e4 білий пішак · c3 білий король · f3 білий пішак · a2 білий пішак · d2 білий ферзь · h2 чорний слон | a8 чорна тура · e8 чорний слон · a7 біла тура · d7 чорний пішак · e7 білий пішак · f7 білий пішак · g7 чорна тура · c6 білий кінь · d6 чорний король · e6 чорний кінь · f6 чорний ферзь · h6 біла тура · a5 білий кінь · b5 білий пішак · c4 білий слон · d4 білий слон · e4 білий пішак · c3 білий король · f3 білий пішак · a2 білий пішак · d2 білий ферзь · h2 чорний слон | a8 чорна тура · e8 чорний слон · a7 біла тура · d7 чорний пішак · e7 білий пішак · f7 білий пішак · g7 чорна тура · c6 білий кінь · d6 чорний король · e6 чорний кінь · f6 чорний ферзь · h6 біла тура · a5 білий кінь · b5 білий пішак · c4 білий слон · d4 білий слон · e4 білий пішак · c3 білий король · f3 білий пішак · a2 білий пішак · d2 білий ферзь · h2 чорний слон | 7 |
| 6 | a8 чорна тура · e8 чорний слон · a7 біла тура · d7 чорний пішак · e7 білий пішак · f7 білий пішак · g7 чорна тура · c6 білий кінь · d6 чорний король · e6 чорний кінь · f6 чорний ферзь · h6 біла тура · a5 білий кінь · b5 білий пішак · c4 білий слон · d4 білий слон · e4 білий пішак · c3 білий король · f3 білий пішак · a2 білий пішак · d2 білий ферзь · h2 чорний слон | a8 чорна тура · e8 чорний слон · a7 біла тура · d7 чорний пішак · e7 білий пішак · f7 білий пішак · g7 чорна тура · c6 білий кінь · d6 чорний король · e6 чорний кінь · f6 чорний ферзь · h6 біла тура · a5 білий кінь · b5 білий пішак · c4 білий слон · d4 білий слон · e4 білий пішак · c3 білий король · f3 білий пішак · a2 білий пішак · d2 білий ферзь · h2 чорний слон | a8 чорна тура · e8 чорний слон · a7 біла тура · d7 чорний пішак · e7 білий пішак · f7 білий пішак · g7 чорна тура · c6 білий кінь · d6 чорний король · e6 чорний кінь · f6 чорний ферзь · h6 біла тура · a5 білий кінь · b5 білий пішак · c4 білий слон · d4 білий слон · e4 білий пішак · c3 білий король · f3 білий пішак · a2 білий пішак · d2 білий ферзь · h2 чорний слон | a8 чорна тура · e8 чорний слон · a7 біла тура · d7 чорний пішак · e7 білий пішак · f7 білий пішак · g7 чорна тура · c6 білий кінь · d6 чорний король · e6 чорний кінь · f6 чорний ферзь · h6 біла тура · a5 білий кінь · b5 білий пішак · c4 білий слон · d4 білий слон · e4 білий пішак · c3 білий король · f3 білий пішак · a2 білий пішак · d2 білий ферзь · h2 чорний слон | a8 чорна тура · e8 чорний слон · a7 біла тура · d7 чорний пішак · e7 білий пішак · f7 білий пішак · g7 чорна тура · c6 білий кінь · d6 чорний король · e6 чорний кінь · f6 чорний ферзь · h6 біла тура · a5 білий кінь · b5 білий пішак · c4 білий слон · d4 білий слон · e4 білий пішак · c3 білий король · f3 білий пішак · a2 білий пішак · d2 білий ферзь · h2 чорний слон | a8 чорна тура · e8 чорний слон · a7 біла тура · d7 чорний пішак · e7 білий пішак · f7 білий пішак · g7 чорна тура · c6 білий кінь · d6 чорний король · e6 чорний кінь · f6 чорний ферзь · h6 біла тура · a5 білий кінь · b5 білий пішак · c4 білий слон · d4 білий слон · e4 білий пішак · c3 білий король · f3 білий пішак · a2 білий пішак · d2 білий ферзь · h2 чорний слон | a8 чорна тура · e8 чорний слон · a7 біла тура · d7 чорний пішак · e7 білий пішак · f7 білий пішак · g7 чорна тура · c6 білий кінь · d6 чорний король · e6 чорний кінь · f6 чорний ферзь · h6 біла тура · a5 білий кінь · b5 білий пішак · c4 білий слон · d4 білий слон · e4 білий пішак · c3 білий король · f3 білий пішак · a2 білий пішак · d2 білий ферзь · h2 чорний слон | a8 чорна тура · e8 чорний слон · a7 біла тура · d7 чорний пішак · e7 білий пішак · f7 білий пішак · g7 чорна тура · c6 білий кінь · d6 чорний король · e6 чорний кінь · f6 чорний ферзь · h6 біла тура · a5 білий кінь · b5 білий пішак · c4 білий слон · d4 білий слон · e4 білий пішак · c3 білий король · f3 білий пішак · a2 білий пішак · d2 білий ферзь · h2 чорний слон | 6 |
| 5 | a8 чорна тура · e8 чорний слон · a7 біла тура · d7 чорний пішак · e7 білий пішак · f7 білий пішак · g7 чорна тура · c6 білий кінь · d6 чорний король · e6 чорний кінь · f6 чорний ферзь · h6 біла тура · a5 білий кінь · b5 білий пішак · c4 білий слон · d4 білий слон · e4 білий пішак · c3 білий король · f3 білий пішак · a2 білий пішак · d2 білий ферзь · h2 чорний слон | a8 чорна тура · e8 чорний слон · a7 біла тура · d7 чорний пішак · e7 білий пішак · f7 білий пішак · g7 чорна тура · c6 білий кінь · d6 чорний король · e6 чорний кінь · f6 чорний ферзь · h6 біла тура · a5 білий кінь · b5 білий пішак · c4 білий слон · d4 білий слон · e4 білий пішак · c3 білий король · f3 білий пішак · a2 білий пішак · d2 білий ферзь · h2 чорний слон | a8 чорна тура · e8 чорний слон · a7 біла тура · d7 чорний пішак · e7 білий пішак · f7 білий пішак · g7 чорна тура · c6 білий кінь · d6 чорний король · e6 чорний кінь · f6 чорний ферзь · h6 біла тура · a5 білий кінь · b5 білий пішак · c4 білий слон · d4 білий слон · e4 білий пішак · c3 білий король · f3 білий пішак · a2 білий пішак · d2 білий ферзь · h2 чорний слон | a8 чорна тура · e8 чорний слон · a7 біла тура · d7 чорний пішак · e7 білий пішак · f7 білий пішак · g7 чорна тура · c6 білий кінь · d6 чорний король · e6 чорний кінь · f6 чорний ферзь · h6 біла тура · a5 білий кінь · b5 білий пішак · c4 білий слон · d4 білий слон · e4 білий пішак · c3 білий король · f3 білий пішак · a2 білий пішак · d2 білий ферзь · h2 чорний слон | a8 чорна тура · e8 чорний слон · a7 біла тура · d7 чорний пішак · e7 білий пішак · f7 білий пішак · g7 чорна тура · c6 білий кінь · d6 чорний король · e6 чорний кінь · f6 чорний ферзь · h6 біла тура · a5 білий кінь · b5 білий пішак · c4 білий слон · d4 білий слон · e4 білий пішак · c3 білий король · f3 білий пішак · a2 білий пішак · d2 білий ферзь · h2 чорний слон | a8 чорна тура · e8 чорний слон · a7 біла тура · d7 чорний пішак · e7 білий пішак · f7 білий пішак · g7 чорна тура · c6 білий кінь · d6 чорний король · e6 чорний кінь · f6 чорний ферзь · h6 біла тура · a5 білий кінь · b5 білий пішак · c4 білий слон · d4 білий слон · e4 білий пішак · c3 білий король · f3 білий пішак · a2 білий пішак · d2 білий ферзь · h2 чорний слон | a8 чорна тура · e8 чорний слон · a7 біла тура · d7 чорний пішак · e7 білий пішак · f7 білий пішак · g7 чорна тура · c6 білий кінь · d6 чорний король · e6 чорний кінь · f6 чорний ферзь · h6 біла тура · a5 білий кінь · b5 білий пішак · c4 білий слон · d4 білий слон · e4 білий пішак · c3 білий король · f3 білий пішак · a2 білий пішак · d2 білий ферзь · h2 чорний слон | a8 чорна тура · e8 чорний слон · a7 біла тура · d7 чорний пішак · e7 білий пішак · f7 білий пішак · g7 чорна тура · c6 білий кінь · d6 чорний король · e6 чорний кінь · f6 чорний ферзь · h6 біла тура · a5 білий кінь · b5 білий пішак · c4 білий слон · d4 білий слон · e4 білий пішак · c3 білий король · f3 білий пішак · a2 білий пішак · d2 білий ферзь · h2 чорний слон | 5 |
| 4 | a8 чорна тура · e8 чорний слон · a7 біла тура · d7 чорний пішак · e7 білий пішак · f7 білий пішак · g7 чорна тура · c6 білий кінь · d6 чорний король · e6 чорний кінь · f6 чорний ферзь · h6 біла тура · a5 білий кінь · b5 білий пішак · c4 білий слон · d4 білий слон · e4 білий пішак · c3 білий король · f3 білий пішак · a2 білий пішак · d2 білий ферзь · h2 чорний слон | a8 чорна тура · e8 чорний слон · a7 біла тура · d7 чорний пішак · e7 білий пішак · f7 білий пішак · g7 чорна тура · c6 білий кінь · d6 чорний король · e6 чорний кінь · f6 чорний ферзь · h6 біла тура · a5 білий кінь · b5 білий пішак · c4 білий слон · d4 білий слон · e4 білий пішак · c3 білий король · f3 білий пішак · a2 білий пішак · d2 білий ферзь · h2 чорний слон | a8 чорна тура · e8 чорний слон · a7 біла тура · d7 чорний пішак · e7 білий пішак · f7 білий пішак · g7 чорна тура · c6 білий кінь · d6 чорний король · e6 чорний кінь · f6 чорний ферзь · h6 біла тура · a5 білий кінь · b5 білий пішак · c4 білий слон · d4 білий слон · e4 білий пішак · c3 білий король · f3 білий пішак · a2 білий пішак · d2 білий ферзь · h2 чорний слон | a8 чорна тура · e8 чорний слон · a7 біла тура · d7 чорний пішак · e7 білий пішак · f7 білий пішак · g7 чорна тура · c6 білий кінь · d6 чорний король · e6 чорний кінь · f6 чорний ферзь · h6 біла тура · a5 білий кінь · b5 білий пішак · c4 білий слон · d4 білий слон · e4 білий пішак · c3 білий король · f3 білий пішак · a2 білий пішак · d2 білий ферзь · h2 чорний слон | a8 чорна тура · e8 чорний слон · a7 біла тура · d7 чорний пішак · e7 білий пішак · f7 білий пішак · g7 чорна тура · c6 білий кінь · d6 чорний король · e6 чорний кінь · f6 чорний ферзь · h6 біла тура · a5 білий кінь · b5 білий пішак · c4 білий слон · d4 білий слон · e4 білий пішак · c3 білий король · f3 білий пішак · a2 білий пішак · d2 білий ферзь · h2 чорний слон | a8 чорна тура · e8 чорний слон · a7 біла тура · d7 чорний пішак · e7 білий пішак · f7 білий пішак · g7 чорна тура · c6 білий кінь · d6 чорний король · e6 чорний кінь · f6 чорний ферзь · h6 біла тура · a5 білий кінь · b5 білий пішак · c4 білий слон · d4 білий слон · e4 білий пішак · c3 білий король · f3 білий пішак · a2 білий пішак · d2 білий ферзь · h2 чорний слон | a8 чорна тура · e8 чорний слон · a7 біла тура · d7 чорний пішак · e7 білий пішак · f7 білий пішак · g7 чорна тура · c6 білий кінь · d6 чорний король · e6 чорний кінь · f6 чорний ферзь · h6 біла тура · a5 білий кінь · b5 білий пішак · c4 білий слон · d4 білий слон · e4 білий пішак · c3 білий король · f3 білий пішак · a2 білий пішак · d2 білий ферзь · h2 чорний слон | a8 чорна тура · e8 чорний слон · a7 біла тура · d7 чорний пішак · e7 білий пішак · f7 білий пішак · g7 чорна тура · c6 білий кінь · d6 чорний король · e6 чорний кінь · f6 чорний ферзь · h6 біла тура · a5 білий кінь · b5 білий пішак · c4 білий слон · d4 білий слон · e4 білий пішак · c3 білий король · f3 білий пішак · a2 білий пішак · d2 білий ферзь · h2 чорний слон | 4 |
| 3 | a8 чорна тура · e8 чорний слон · a7 біла тура · d7 чорний пішак · e7 білий пішак · f7 білий пішак · g7 чорна тура · c6 білий кінь · d6 чорний король · e6 чорний кінь · f6 чорний ферзь · h6 біла тура · a5 білий кінь · b5 білий пішак · c4 білий слон · d4 білий слон · e4 білий пішак · c3 білий король · f3 білий пішак · a2 білий пішак · d2 білий ферзь · h2 чорний слон | a8 чорна тура · e8 чорний слон · a7 біла тура · d7 чорний пішак · e7 білий пішак · f7 білий пішак · g7 чорна тура · c6 білий кінь · d6 чорний король · e6 чорний кінь · f6 чорний ферзь · h6 біла тура · a5 білий кінь · b5 білий пішак · c4 білий слон · d4 білий слон · e4 білий пішак · c3 білий король · f3 білий пішак · a2 білий пішак · d2 білий ферзь · h2 чорний слон | a8 чорна тура · e8 чорний слон · a7 біла тура · d7 чорний пішак · e7 білий пішак · f7 білий пішак · g7 чорна тура · c6 білий кінь · d6 чорний король · e6 чорний кінь · f6 чорний ферзь · h6 біла тура · a5 білий кінь · b5 білий пішак · c4 білий слон · d4 білий слон · e4 білий пішак · c3 білий король · f3 білий пішак · a2 білий пішак · d2 білий ферзь · h2 чорний слон | a8 чорна тура · e8 чорний слон · a7 біла тура · d7 чорний пішак · e7 білий пішак · f7 білий пішак · g7 чорна тура · c6 білий кінь · d6 чорний король · e6 чорний кінь · f6 чорний ферзь · h6 біла тура · a5 білий кінь · b5 білий пішак · c4 білий слон · d4 білий слон · e4 білий пішак · c3 білий король · f3 білий пішак · a2 білий пішак · d2 білий ферзь · h2 чорний слон | a8 чорна тура · e8 чорний слон · a7 біла тура · d7 чорний пішак · e7 білий пішак · f7 білий пішак · g7 чорна тура · c6 білий кінь · d6 чорний король · e6 чорний кінь · f6 чорний ферзь · h6 біла тура · a5 білий кінь · b5 білий пішак · c4 білий слон · d4 білий слон · e4 білий пішак · c3 білий король · f3 білий пішак · a2 білий пішак · d2 білий ферзь · h2 чорний слон | a8 чорна тура · e8 чорний слон · a7 біла тура · d7 чорний пішак · e7 білий пішак · f7 білий пішак · g7 чорна тура · c6 білий кінь · d6 чорний король · e6 чорний кінь · f6 чорний ферзь · h6 біла тура · a5 білий кінь · b5 білий пішак · c4 білий слон · d4 білий слон · e4 білий пішак · c3 білий король · f3 білий пішак · a2 білий пішак · d2 білий ферзь · h2 чорний слон | a8 чорна тура · e8 чорний слон · a7 біла тура · d7 чорний пішак · e7 білий пішак · f7 білий пішак · g7 чорна тура · c6 білий кінь · d6 чорний король · e6 чорний кінь · f6 чорний ферзь · h6 біла тура · a5 білий кінь · b5 білий пішак · c4 білий слон · d4 білий слон · e4 білий пішак · c3 білий король · f3 білий пішак · a2 білий пішак · d2 білий ферзь · h2 чорний слон | a8 чорна тура · e8 чорний слон · a7 біла тура · d7 чорний пішак · e7 білий пішак · f7 білий пішак · g7 чорна тура · c6 білий кінь · d6 чорний король · e6 чорний кінь · f6 чорний ферзь · h6 біла тура · a5 білий кінь · b5 білий пішак · c4 білий слон · d4 білий слон · e4 білий пішак · c3 білий король · f3 білий пішак · a2 білий пішак · d2 білий ферзь · h2 чорний слон | 3 |
| 2 | a8 чорна тура · e8 чорний слон · a7 біла тура · d7 чорний пішак · e7 білий пішак · f7 білий пішак · g7 чорна тура · c6 білий кінь · d6 чорний король · e6 чорний кінь · f6 чорний ферзь · h6 біла тура · a5 білий кінь · b5 білий пішак · c4 білий слон · d4 білий слон · e4 білий пішак · c3 білий король · f3 білий пішак · a2 білий пішак · d2 білий ферзь · h2 чорний слон | a8 чорна тура · e8 чорний слон · a7 біла тура · d7 чорний пішак · e7 білий пішак · f7 білий пішак · g7 чорна тура · c6 білий кінь · d6 чорний король · e6 чорний кінь · f6 чорний ферзь · h6 біла тура · a5 білий кінь · b5 білий пішак · c4 білий слон · d4 білий слон · e4 білий пішак · c3 білий король · f3 білий пішак · a2 білий пішак · d2 білий ферзь · h2 чорний слон | a8 чорна тура · e8 чорний слон · a7 біла тура · d7 чорний пішак · e7 білий пішак · f7 білий пішак · g7 чорна тура · c6 білий кінь · d6 чорний король · e6 чорний кінь · f6 чорний ферзь · h6 біла тура · a5 білий кінь · b5 білий пішак · c4 білий слон · d4 білий слон · e4 білий пішак · c3 білий король · f3 білий пішак · a2 білий пішак · d2 білий ферзь · h2 чорний слон | a8 чорна тура · e8 чорний слон · a7 біла тура · d7 чорний пішак · e7 білий пішак · f7 білий пішак · g7 чорна тура · c6 білий кінь · d6 чорний король · e6 чорний кінь · f6 чорний ферзь · h6 біла тура · a5 білий кінь · b5 білий пішак · c4 білий слон · d4 білий слон · e4 білий пішак · c3 білий король · f3 білий пішак · a2 білий пішак · d2 білий ферзь · h2 чорний слон | a8 чорна тура · e8 чорний слон · a7 біла тура · d7 чорний пішак · e7 білий пішак · f7 білий пішак · g7 чорна тура · c6 білий кінь · d6 чорний король · e6 чорний кінь · f6 чорний ферзь · h6 біла тура · a5 білий кінь · b5 білий пішак · c4 білий слон · d4 білий слон · e4 білий пішак · c3 білий король · f3 білий пішак · a2 білий пішак · d2 білий ферзь · h2 чорний слон | a8 чорна тура · e8 чорний слон · a7 біла тура · d7 чорний пішак · e7 білий пішак · f7 білий пішак · g7 чорна тура · c6 білий кінь · d6 чорний король · e6 чорний кінь · f6 чорний ферзь · h6 біла тура · a5 білий кінь · b5 білий пішак · c4 білий слон · d4 білий слон · e4 білий пішак · c3 білий король · f3 білий пішак · a2 білий пішак · d2 білий ферзь · h2 чорний слон | a8 чорна тура · e8 чорний слон · a7 біла тура · d7 чорний пішак · e7 білий пішак · f7 білий пішак · g7 чорна тура · c6 білий кінь · d6 чорний король · e6 чорний кінь · f6 чорний ферзь · h6 біла тура · a5 білий кінь · b5 білий пішак · c4 білий слон · d4 білий слон · e4 білий пішак · c3 білий король · f3 білий пішак · a2 білий пішак · d2 білий ферзь · h2 чорний слон | a8 чорна тура · e8 чорний слон · a7 біла тура · d7 чорний пішак · e7 білий пішак · f7 білий пішак · g7 чорна тура · c6 білий кінь · d6 чорний король · e6 чорний кінь · f6 чорний ферзь · h6 біла тура · a5 білий кінь · b5 білий пішак · c4 білий слон · d4 білий слон · e4 білий пішак · c3 білий король · f3 білий пішак · a2 білий пішак · d2 білий ферзь · h2 чорний слон | 2 |
| 1 | a8 чорна тура · e8 чорний слон · a7 біла тура · d7 чорний пішак · e7 білий пішак · f7 білий пішак · g7 чорна тура · c6 білий кінь · d6 чорний король · e6 чорний кінь · f6 чорний ферзь · h6 біла тура · a5 білий кінь · b5 білий пішак · c4 білий слон · d4 білий слон · e4 білий пішак · c3 білий король · f3 білий пішак · a2 білий пішак · d2 білий ферзь · h2 чорний слон | a8 чорна тура · e8 чорний слон · a7 біла тура · d7 чорний пішак · e7 білий пішак · f7 білий пішак · g7 чорна тура · c6 білий кінь · d6 чорний король · e6 чорний кінь · f6 чорний ферзь · h6 біла тура · a5 білий кінь · b5 білий пішак · c4 білий слон · d4 білий слон · e4 білий пішак · c3 білий король · f3 білий пішак · a2 білий пішак · d2 білий ферзь · h2 чорний слон | a8 чорна тура · e8 чорний слон · a7 біла тура · d7 чорний пішак · e7 білий пішак · f7 білий пішак · g7 чорна тура · c6 білий кінь · d6 чорний король · e6 чорний кінь · f6 чорний ферзь · h6 біла тура · a5 білий кінь · b5 білий пішак · c4 білий слон · d4 білий слон · e4 білий пішак · c3 білий король · f3 білий пішак · a2 білий пішак · d2 білий ферзь · h2 чорний слон | a8 чорна тура · e8 чорний слон · a7 біла тура · d7 чорний пішак · e7 білий пішак · f7 білий пішак · g7 чорна тура · c6 білий кінь · d6 чорний король · e6 чорний кінь · f6 чорний ферзь · h6 біла тура · a5 білий кінь · b5 білий пішак · c4 білий слон · d4 білий слон · e4 білий пішак · c3 білий король · f3 білий пішак · a2 білий пішак · d2 білий ферзь · h2 чорний слон | a8 чорна тура · e8 чорний слон · a7 біла тура · d7 чорний пішак · e7 білий пішак · f7 білий пішак · g7 чорна тура · c6 білий кінь · d6 чорний король · e6 чорний кінь · f6 чорний ферзь · h6 біла тура · a5 білий кінь · b5 білий пішак · c4 білий слон · d4 білий слон · e4 білий пішак · c3 білий король · f3 білий пішак · a2 білий пішак · d2 білий ферзь · h2 чорний слон | a8 чорна тура · e8 чорний слон · a7 біла тура · d7 чорний пішак · e7 білий пішак · f7 білий пішак · g7 чорна тура · c6 білий кінь · d6 чорний король · e6 чорний кінь · f6 чорний ферзь · h6 біла тура · a5 білий кінь · b5 білий пішак · c4 білий слон · d4 білий слон · e4 білий пішак · c3 білий король · f3 білий пішак · a2 білий пішак · d2 білий ферзь · h2 чорний слон | a8 чорна тура · e8 чорний слон · a7 біла тура · d7 чорний пішак · e7 білий пішак · f7 білий пішак · g7 чорна тура · c6 білий кінь · d6 чорний король · e6 чорний кінь · f6 чорний ферзь · h6 біла тура · a5 білий кінь · b5 білий пішак · c4 білий слон · d4 білий слон · e4 білий пішак · c3 білий король · f3 білий пішак · a2 білий пішак · d2 білий ферзь · h2 чорний слон | a8 чорна тура · e8 чорний слон · a7 біла тура · d7 чорний пішак · e7 білий пішак · f7 білий пішак · g7 чорна тура · c6 білий кінь · d6 чорний король · e6 чорний кінь · f6 чорний ферзь · h6 біла тура · a5 білий кінь · b5 білий пішак · c4 білий слон · d4 білий слон · e4 білий пішак · c3 білий король · f3 білий пішак · a2 білий пішак · d2 білий ферзь · h2 чорний слон | 1 |
|   | a | b | c | d | e | f | g | h |   |

1. Lb3! ~2. Sc4#
1.... Df3+ 2. Le3#
- — - — - — -
1.... S:d4 2. D:d4#
1.... Sf8   2. efD#
1.... Sf4   2. e5#
1.... Sg5  2. D:h2#
1.... Sd8  2. feS#
1.... Sc7  2. Sb7#
1.... Sc5  2. Le5#
Потрійне навантаження у цій задачі несе чорний ферзь.